# Live at the Gorge 05/06
Live at The Gorge 05/06 är en samlingsbox med grungegruppen Pearl Jam, släppt 26 juni 2007. Boxen innehåller sju skivor som spelades in på amfiteatern The Gorge, Washington, USA vid tre konserttillfällen under 2005 och 2006.

## Låtlista

### 1 september 2005

#### Skiva ett
1. "I Believe in Miracles" (Dee Dee Ramone, Daniel Rey) – 6:08
2. "Elderly Woman Behind the Counter in a Small Town" (Dave Abbruzzese, Jeff Ament, Stone Gossard, Mike McCready, Eddie Vedder) – 4:56
3. "Off He Goes" (Vedder) – 5:01
4. "Low Light" (Ament) – 4:06
5. "Man of the Hour" (Vedder) – 5:23
6. "I Am Mine" (Vedder) – 4:03
7. "Crazy Mary" (Victoria Williams) – 7:16
8. "Black" (Vedder, Gossard) – 7:07
9. "Hard to Imagine" (Gossard, Vedder) – 4:44

#### Skiva två
1. "Given to Fly" (McCready, Vedder) – 3:50
2. "Last Exit" (Abbruzzese, Ament, Gossard, McCready, Vedder) – 2:28
3. "Save You" (Ament, Matt Cameron, Gossard, McCready, Vedder) – 3:44
4. "Do the Evolution" (Gossard, Vedder) – 3:55
5. "Alone" (Abbruzzese, Ament, Gossard, McCready, Vedder) – 2:43
6. "Sad" (Vedder) – 3:29
7. "Even Flow" (Vedder, Gossard) – 6:07
8. "Not for You" (Abbruzzese, Ament, Gossard, McCready, Vedder) – 6:45
9. "Corduroy" (Abbruzzese, Ament, Gossard, McCready, Vedder) – 4:40
10. "Dissident" (Abbruzzese, Ament, Gossard, McCready, Vedder) – 5:23
11. "MFC" (Vedder) – 2:35
12. "Undone" (Vedder) – 4:27
13. "Daughter" (Abbruzzese, Ament, Gossard, McCready, Vedder) – 6:34
14. "In My Tree" (Gossard, Jack Irons, Vedder) – 4:45
15. "State of Love and Trust" (Vedder, McCready, Ament) – 3:48
16. "Alive" (Vedder, Gossard) – 7:08
17. "Porch" (Vedder) – 7:29

#### Skiva tre
1. "Encore Break" – 1:40
2. "Love Boat Captain" (Boom Gaspar, Vedder) – 5:03
3. "Insignificance" (Vedder) – 4:43
4. "Better Man" (Vedder) – 5:24
5. "Rearviewmirror" (Abbruzzese, Ament, Gossard, McCready, Vedder) – 9:17
6. "I Won't Back Down" (Tom Petty) – 3:31
7. "Last Kiss" (Wayne Cochran) – 3:26
8. "Crown of Thorns" (Ament, Bruce Fairweather, Greg Gilmore, Gossard, Andrew Wood) – 6:36
9. "Blood" (Abbruzzese, Ament, Gossard, McCready, Vedder) – 5:26
10. "Yellow Ledbetter" (Ament, McCready, Vedder) – 5:18
11. "Baba O'Riley" (Pete Townshend) – 4:47

### 22 juli 2006

#### Skiva ett
1. "Wash" (Gossard, Ament, McCready, Dave Krusen, Vedder) – 4:28
2. "Corduroy" (Abbruzzese, Ament, Gossard, McCready, Vedder) – 4:30
3. "Hail, Hail" (Gossard, Vedder, Ament, McCready) – 3:28
4. "World Wide Suicide" (Vedder) – 3:33
5. "Severed Hand" (Vedder) – 5:03
6. "Given to Fly" (McCready, Vedder) – 3:43
7. "Elderly Woman Behind the Counter in a Small Town" (Abbruzzese, Ament, Gossard, McCready, Vedder) – 3:17
8. "Even Flow" (Vedder, Gossard) – 7:50
9. "Down" (Gossard, McCready, Vedder) – 3:22
10. "I Am Mine" (Vedder) – 3:53
11. "Unemployable" (Cameron, McCready, Vedder) – 3:03
12. "Daughter"/"It's Ok" (Abbruzzese, Ament, Gossard, McCready, Vedder)/(Dead Moon) – 8:50
13. "Gone" (Vedder) – 4:17
14. "Black" (Vedder, Gossard) – 7:45
15. "Insignificance" (Vedder) – 4:37
16. "Life Wasted" (Gossard, Vedder) – 3:46
17. "Blood" (Abbruzzese, Ament, Gossard, McCready, Vedder) – 3:23

#### Skiva två
1. "Encore Break" – 1:36
2. "Footsteps" (Gossard, Vedder) – 5:03
3. "Once" (Vedder, Gossard) – 3:23
4. "Alive" (Vedder, Gossard) – 5:56
5. "State of Love and Trust" (Vedder, McCready, Ament) – 3:26
6. "Crown of Thorns" (Ament, Fairweather, Gilmore, Gossard, Wood) – 6:06
7. "Leash" (Abbruzzese, Ament, Gossard, McCready, Vedder) – 2:59
8. "Porch" (Vedder) – 8:52
9. "Last Kiss" (Cochran) – 3:13
10. "Inside Job" (McCready, Vedder) – 6:30
11. "Go" (Abbruzzese, Ament, Gossard, McCready, Vedder) – 2:52
12. "Baba O'Riley" (Townshend) – 6:03
13. "Dirty Frank" (Vedder, Gossard, Ament, McCready, Abbruzzese) – 5:25
14. "Rockin' in the Free World" (Neil Young) – 9:10
15. "Yellow Ledbetter"/"Little Wing"/"The Star-Spangled Banner" (Ament, McCready, Vedder)/(Jimi Hendrix)/(Francis Scott Key) – 9:13

### 23 juli 2006

#### Skiva ett
1. "Severed Hand" (Vedder) – 4:50
2. "Corduroy" (Abbruzzese, Ament, Gossard, McCready, Vedder) – 4:36
3. "World Wide Suicide" (Vedder) – 3:26
4. "Gods' Dice" (Ament) – 2:25
5. "Animal" (Abbruzzese, Ament, Gossard, McCready, Vedder) – 2:34
6. "Do the Evolution" (Gossard, Vedder) – 5:05
7. "In Hiding" (Gossard, Vedder) – 4:38
8. "Green Disease" (Vedder) – 2:45
9. "Even Flow" (Vedder, Gossard) – 8:46
10. "Marker in the Sand" (McCready, Vedder) – 4:12
11. "Wasted Reprise" (Gossard, Vedder) – 1:04
12. "Better Man"/"Save it for Later" (Vedder)/(The English Beat) – 7:35
13. "Army Reserve" (Ament, Vedder, Damien Echols) – 3:55
14. "Garden" (Vedder, Gossard, Ament) – 3:39
15. "Rats" (Abbruzzese, Ament, Gossard, McCready, Vedder) – 3:49
16. "Whipping" (Abbruzzese, Ament, Gossard, McCready, Vedder) – 2:37
17. "Jeremy" (Vedder, Ament) – 5:19
18. "Why Go" (Vedder, Ament) – 3:36

#### Skiva två
1. "Encore Break" – 2:50
2. "I Won't Back Down" (Petty) – 3:08
3. "Life Wasted" (Gossard, Vedder) – 3:46
4. "Big Wave" (Ament, Vedder) – 3:19
5. "Satan's Bed" (Vedder, Gossard) – 3:02
6. "Spin the Black Circle" (Abbruzzese, Ament, Gossard, McCready, Vedder) – 2:59
7. "Alive" (Vedder, Gossard) – 7:03
8. "Given to Fly" (McCready, Vedder) – 3:53
9. "Little Wing" (Hendrix) – 5:12
10. "Crazy Mary" (Williams) – 8:08
11. "Comatose" (McCready, Gossard, Vedder) – 2:14
12. "Fuckin' Up" (Young) – 8:12
13. "Yellow Ledbetter"/"The Star-Spangled Banner" (Ament, McCready, Vedder)/(Francis Scott Key) – 7:14